# Black Mountain, New South Wales
Black Mountain là một đô thị thuộc New England, New South Wales, Úc.
Nằm trên một đường dốc núi lửa của Bắc Tablelands, thị trấn này là một trong những nơi cao nhất ở Úc ở độ cao trên mực nước biển khoảng 1.312 m (4.304 ft). Đường cao tốc New England là tuyến vận tải chính tới Armidale. Tuyến đường sắt phía Bắc vẫn đi qua làng, nhưng đoạn đường này, phía bắc Armidale, giờ đây đã bị bỏ hoang.
Làng Black Mountain tồn tại trong hai phần. Nằm trên đường cao tốc New England là Nhà đường Black Mountain và nhà nghỉ ở đầu của Pin Devil's Pinch khét tiếng, nơi có tuyết rơi gần đường. Điều này đánh dấu sự biến thành Black Mountain đúng, một đường lái xe dài 3 km (1,9 dặm).